# پانچکس ها
پانچکس ها یا ساده لبان با نام علمی Aplocheilus، نام یک سرده از برکه ماهیان از خانواده ساده لبان است. پانچکس ها بومی جنوب و جنوب شرقی آسیا، از پاکستان تا ویتنام و مالزی و از نپال تا سریلانکا است هستند. چندین گونه، به ویژه پانچاکس راه راه(A. lineatus)، ماهی های آکواریومی مهمی هستند.

## علم اشتقاق لغات
نام آپلوچیلوس از دو واژه یونانی aploe به معنای سادگی و cheilos به معنای لب تشکیل شده است.

## گونه ها
گونه های شناخته شده در حال حاضر در این جنس عبارتند از: 
- Aplocheilus andamanicus ( کوهلر ، 1906) [۱]
- Aplocheilus armatus ( ون هاسلت ، 1823) [۱]
- پانچکس سبز Aplocheilus blockii JP Arnold ، 1911
- پانچکس سیلان Aplocheilus dayi Steindachner ، 1892
- Aplocheilus kirchmayeri Berkenkamp & Etzel ، 1986
- پانچکس راه راه Aplocheilus lineatus ( والنسین ، 1846)
- پانچکس آبی Aplocheilus panchax ( اف. همیلتون ، 1822)
- پانچکس کوتوله Aplocheilus parvus ( ساندارا راج ، 1916)
- پانچکس ورنر Aplocheilus werneri Meinken ، 1966